# گوانوزین
گوانوزین (به انگلیسی: Guanosine) یک نوکلئوزید پورینی است که از اتصال گوانین به قند ریبوزی تشکیل میشود. گوانوزین با فرمول شیمیایی C۱۰H۱۳N۵O۵ یک ترکیب شیمیایی با شناسه پاب‌کم ۷۶۵ است. که جرم مولی آن ۲۸۳٫۲۴۱ می‌باشد. 

## ترکیبات
گوانوزین میتواند فسفوریله شود گوانوزین مونوفسفات (GMP) ، گوانوزین دی‌فسفات (GDP) ، گوانوزین تری فسفات (GTP) یا حلقوی شود گوانوزین مونوفسفات حلقوی (cGMP) یا دئوکسی‌گوانوزین مونوفسفات (dGMP).